# Pseudococcus africanus
Pseudococcus africanus är en insektsart som beskrevs av Colizza 1933. Pseudococcus africanus ingår i släktet Pseudococcus och familjen ullsköldlöss.
Artens utbredningsområde är Moçambique. Inga underarter finns listade i Catalogue of Life.